# Allbo-Sunnerbo kontrakt
Allbo-Sunnerbo kontrakt är ett kontrakt i Växjö stift inom Svenska kyrkan i Kronobergs län.
Kontraktskoden är 0603.

## Administrativ historik
Kontraktet bildades 2012 och övertog församlingarna från Allbo kontrakt och Sunnerbo kontrakt.
2020 uppgick Vislanda och Blädinge församlingar i en nybildad Vislanda-Blädinge församling.
2024 uppgick Mistelås församling i Slätthögs församling som namnändrades till Slätthög-Mistelås församling.
2025 uppgick Dörarps församling i Vitttrayds församling som namnändrades till Dörarp-Vittaryds församling samtidigt som Tannåkers församling uppgick i Bolmsö församling som namnändrades till Bolmsö-Tannåkers församling.

## Kontraktsprostar
| Ämbetstid | Namn         | Levnadstid | Övrigt                            |
| --------- | ------------ | ---------- | --------------------------------- |
| 2025      | Marcus Lejon |            | Kyrkoherde i Älmhults församling. |